# Charles B. Middleton
Charles B. Middleton, född 3 oktober 1874 i Elizabethtown i Kentucky, död 22 april 1949 i Los Angeles, var en amerikansk skådespelare.
Middletons karriär inleddes vid 46 års ålder och varade i nästan 30 år. Han medverkade i omkring 200 filmer liksom även ett stort antal teaterpjäser.
I början av 1930-talet medverkade han i två Warner Bros-produktioner. Först 1931 i De förtappades ö i regi av William Wellman och därefter 1932 i filmsuccén Polisens lockbete, där han spelade mot Ann Dvorak och Richard Cromwell.

## Filmografi i urval
- 1931 – Alla tiders hjältar
- 1931 – De förtappades ö
- 1931 – En amerikansk tragedi
- 1932 – I korsets tecken
- 1932 – Här vilar inga lessamheter
- 1932 – Polisens lockbete
- 1933 – Fyra fula fiskar
- 1935 – Västerns musketörer
- 1935 – Greppet direkt
- 1935 – The Miracle Rider
- 1936 – The Texas Rangers
- 1937 – The Man Without a Country
- 1938 – Flaming Frontiers
- 1939 – Vi fara till Sahara
- 1945 – När hjärtat talar